# Winterreise (Serebrier)
José Serebrier componeerde Winterreise, niet te verwarren met Winterreise van Franz Schubert, in 1999.
Het is tot stand gekomen na een opdracht een avondvullend vioolconcert te completeren. Het moest een cyclus worden van de vier jaargetijden (net als de De vier jaargetijden van Antonio Vivaldi), maar het concert werd uit vier verschillende vioolconcerten door vier verschillende componisten samengesteld. Het idee was hiervoor de volgende concerten te kiezen:
1. Concierto de estio (Zomerconcert) van Joaquin Rodrigo
2. Concerto de Printemps (Lentenconcert van Darius Milhaud
3. Automne (Herfst) van Cécile Chaminade
4. Winterconcerto, nieuw te componeren door Serebrier.

Serebrier kreeg het werk niet op tijd af. Toen eenmaal de druk van de ketel was, ging het hem een stuk makkelijker af. Het vioolconcert is enkele malen uitgevoerd. Het grootste gedeelte van Serebriers aandeel kwam tot stand in Key Biscane in Florida, niet een plaats die met winter geassocieerd wordt.
Tijdens het componeren viel hem op dat één deel van zijn vioolconcert puur symfonisch was. Na bewerking kwam uit dat deel Winter's Journey voort, dat later omgedoopt werd tot Winterreise, omdat dat beter aanvoelde.
In de 19 minuten durende compositie wordt Winterreise van Schubert niet geciteerd. Wel zijn citaten te vinden uit "Winter" uit Die Jahreszeiten van Haydn, "Winter" uit De Seizoenen van Alexander Glazoenov en de Eerste symfonie "Winterdromen" van Pjotr Iljitsj Tsjaikovski. Ook het Dies Irae-motief zoals Haydn dat gebruikt in het begin van zijn Symfonie nr. 103, is er in verwerkt.

## Bron
- Uitgave Naxos